# Церковь Святого Петра (Вена)
Церковь Святого Петра, или Петерскирхе  (нем. Peterskirche) — римско-католическая приходская церковь в стиле барокко. Расположена в Вене. Относится к персональной прелатуре Опус Деи.

## Первые здания
Самая первая церковь Святого Петра (от которой ничего не осталось на сегодняшний день) была построена во второй половине IV века, на месте нынешнего здания. Она появилась путём превращения казарм римского лагеря поселения Виндобона в однонефные залы базилики церкви. Данная утраченная церковь являлась старейшей приходской церковью Вены.
Средневековое здание представляло собой римское восстановление первой церкви и было выполнено в готическом стиле. Есть версия, что церковь была заложена Карлом Великим в 792 году, однако точных доказательств этому нет. Первое упоминание данной церкви относится к 1137 году. Здание было прямоугольным и состояло из трёх этажей. Средневековая церковь имела три алтаря, с апсидой на юге вместо стандартного расположения на востоке. Эта необычная особенность вызвала много дискуссий среди экспертов, и есть подозрение, что церковь была приспособлена ранее под светские здания. Церковь располагалась в окружении магазинов; в соседнем здании размещалась Stadtguardia, предшественник современной полиции.
К концу XII века церковь стала частью шотландского аббатства. В 1661 году церковь сгорела, однако был произведён только временный ремонт. Решение о строительстве новой церкви было принято в 1676 году с приходом Братства Святой Троицы, членом которого был император Леопольд I.

## Современное здание церкви
В 1701 году по инициативе императора Леопольда I началось строительство нового здания церкви. Планирование и строительство фундамента новой церкви Святого Петра было сделано Габриэлем Монтани.

## Галерея

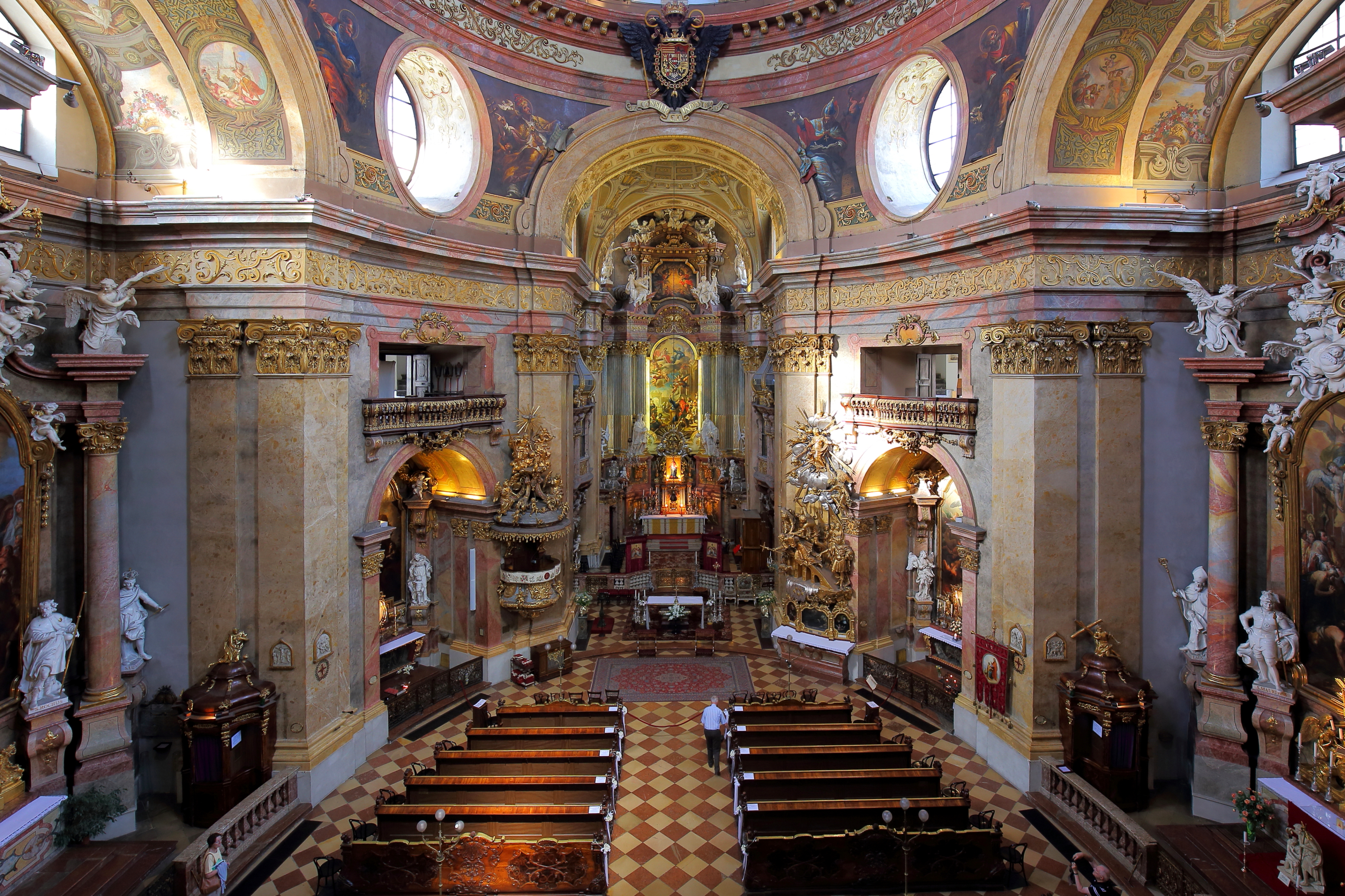
Интерьер церкви
План церкви